# 40. ročník udílení Zlatých glóbů
40. ročník udílení Zlatých glóbů se konal 29. ledna 1983 v hotelu Beverly Hilton v Beverly Hills, Los Angeles. Asociace zahraničních novinářů sdružených v Hollywoodu, která Zlatý glóbus uděluje, vyhlásila nominace 10. ledna. Miss Golden Globe byla pro tento rok herečka Rhonda Shear. Držitelem Ceny Cecila B. DeMilla se stal Laurence Olivier.
Nejvíce cen získalo životopisné drama Gándhí, které z pěti nominací proměnilo v cenu všech pět. Paradoxně nebyl tento film nominovaný v kategorii nejlepší film (drama). Komedie Tootsie získala z pět nominací tři Glóby. Romantické drama Důstojník a džentlmen s Richardem Gerem bylo nominované na osm cen. Nakonec vyhrálo dvě ceny.
Herečka Meryl Streep vyhrála Zlatý glóbus druhý rok po sobě. Zpěvák David Bowie získal svou první a zatím jedinou nominaci a to v kategorii nejlepší filmová píseň za snímek Kočičí lidé.
Alan Alda vyhrál za postavu Hawkeyho Pierce v seriálu M*A*S*H čtvrtý Glóbus za sebou a celkem již šestý.

## Vítězové a nominovaní

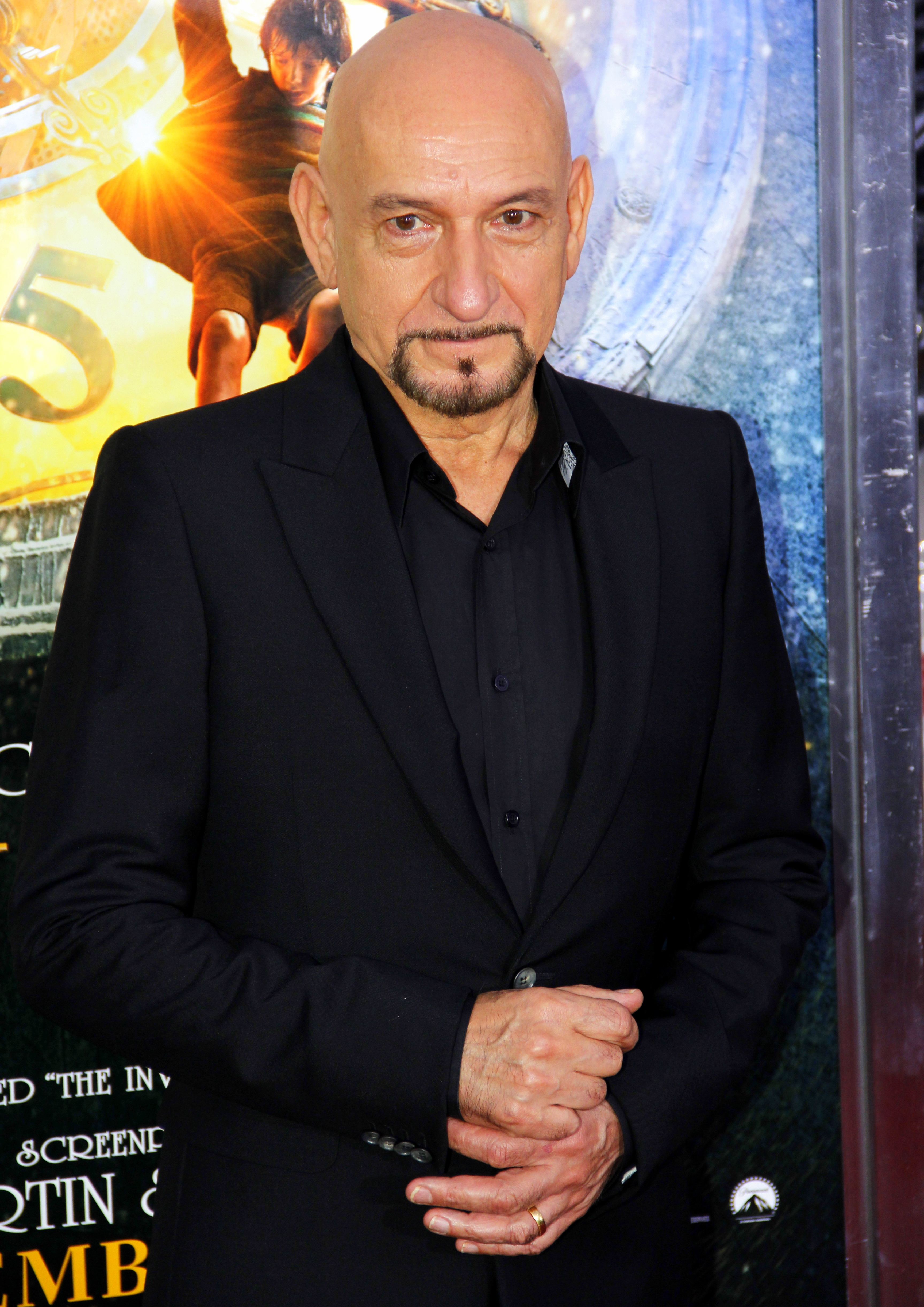
Nejlepší dramatický herec Ben Kingsley

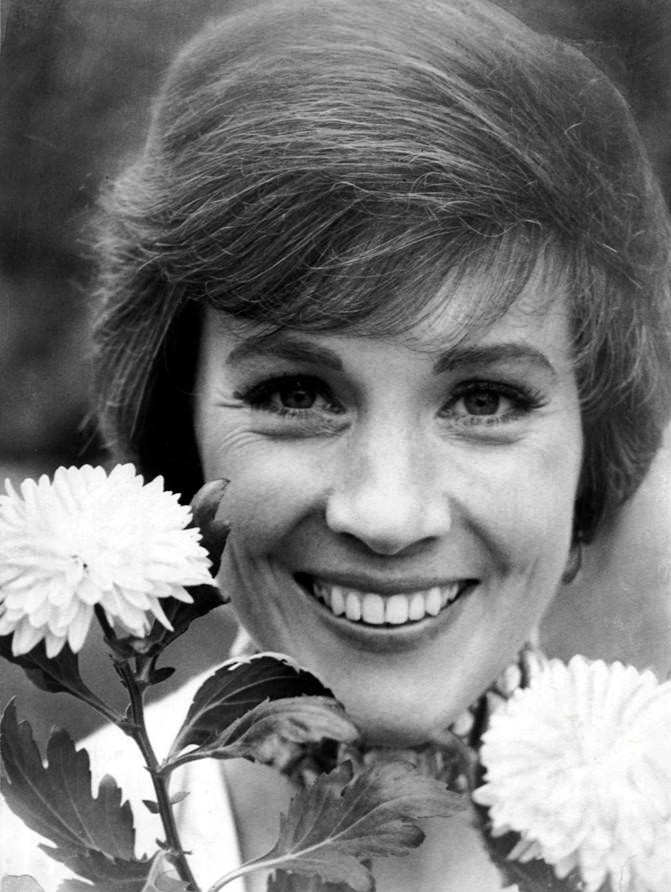
Nejlepší komediální herečka Julie Andrews

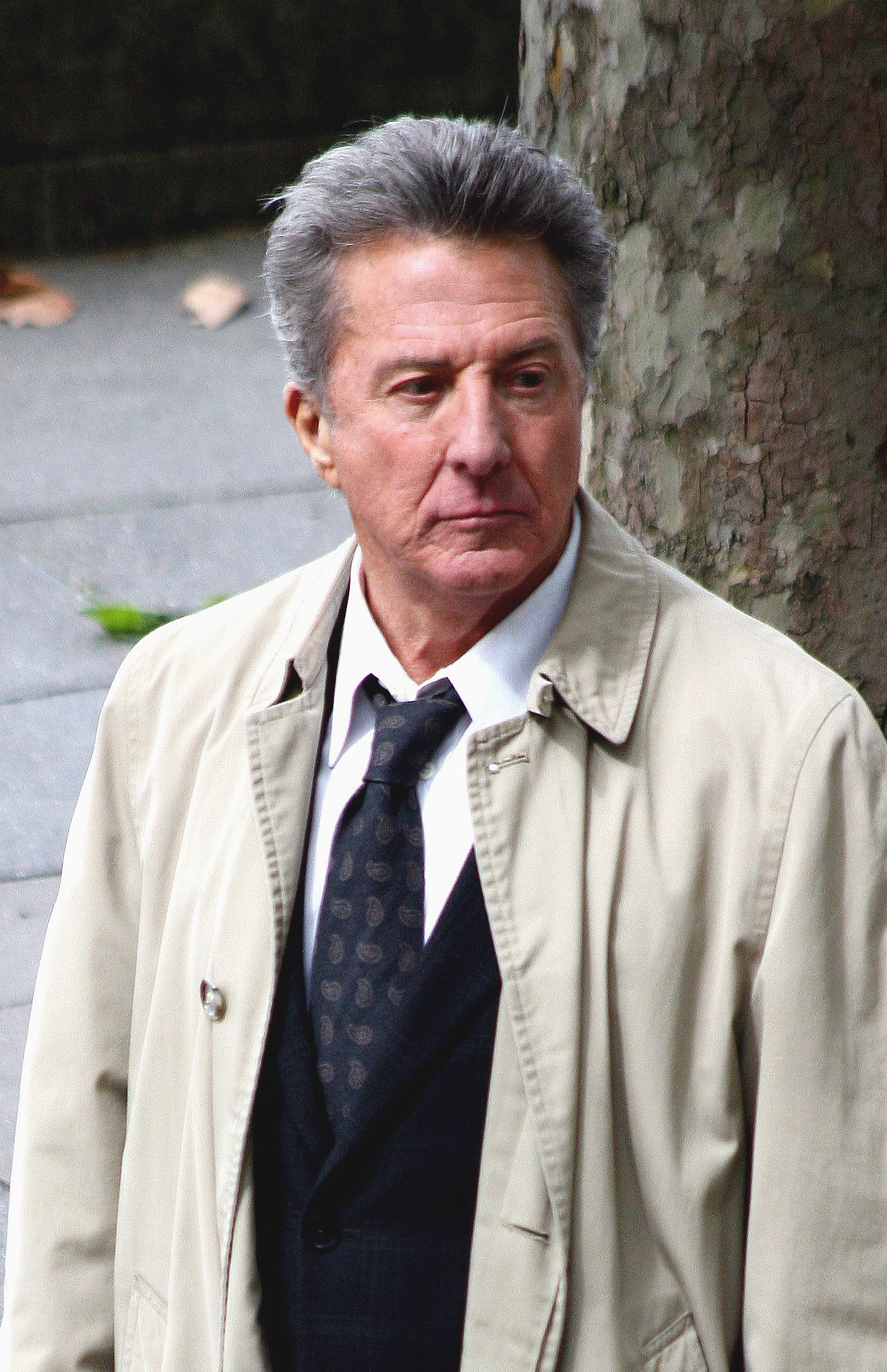
Nejlepší komediální herec Dustin Hoffman

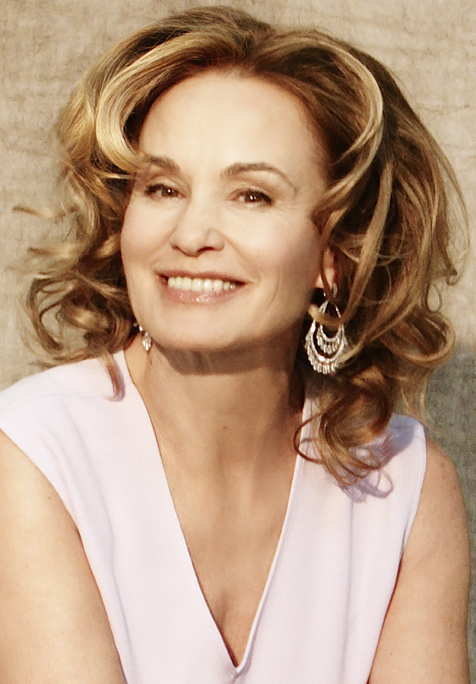
Nejlepší vedlejší herečka Jessica Lange

### Filmové počiny

#### Nejlepší film (drama)
- E.T. – Mimozemšťan – producenti Kathleen Kennedy, Steven Spielberg
- Nezvěstný – producenti Edward Lewis, Mildred Lewis
- Důstojník a džentlmen – producent Martin Elfand
- Sophiina volba – producent Keith Barish
- Rozsudek – producenti David Brown, Richard D. Zanuck

#### Nejlepší film (komedie / muzikál)
- Tootsie – producenti Sydney Pollack, Dick Richards
- The Best Little Whorehouse In Texas – producenti Robert L. Boyett, Edward K. Milkis, Thomas L. Miller
- Bistro – producent Jerry Weintraub
- Můj oblíbený rok – producent Michael Gruskoff
- Viktor, Viktorie – producent Blake Edwards

#### Nejlepší režie
- Richard Attenborough – Gándhí
- Costa-Gavras – Nezvěstný
- Sidney Lumet – Rozsudek
- Sydney Pollack – Tootsie
- Steven Spielberg – E.T. – Mimozemšťan

#### Nejlepší herečka (drama)
- Meryl Streep – Sophiina volba
- Diane Keatonová – Střílejte na měsíc
- Jessica Lange – Frances
- Sissy Spacek – Nezvěstný
- Debra Winger – Důstojník a džentlmen

#### Nejlepší herečka (komedie / muzikál)
- Julie Andrews – Viktor, Viktorie
- Carol Burnettová – Annie
- Sally Fieldová – Polib mě na rozloučenou
- Goldie Hawn – Nejlepší přátelé
- Dolly Parton – The Best Little Whorehouse In Texas
- Aileen Quinn – Annie

#### Nejlepší herec (drama)
- Ben Kingsley – Gándhí
- Albert Finney – Střílejte na měsíc
- Richard Gere – Důstojník a džentlmen
- Jack Lemmon – Nezvěstný
- Paul Newman – Rozsudek

#### Nejlepší herec (komedie / muzikál)
- Dustin Hoffman – Tootsie
- Peter O'Toole – Můj oblíbený rok
- Al Pacino – Autor! Autor!
- Robert Preston – Viktor, Viktorie
- Henry Winkler – Noční služba

#### Nejlepší herečka ve vedlejší roli
- Jessica Lange – Tootsie
- Cher – Spolek fanoušků Jamese Deana
- Lainie Kazan – Můj oblíbený rok
- Kim Stanley – Frances
- Lesley Ann Warren – Viktor, Viktorie

#### Nejlepší herec ve vedlejší roli
- Louis Gossett, Jr. – Důstojník a džentlmen
- Raul Julia – Bouře
- David Keith – Důstojník a džentlmen
- James Mason – Rozsudek
- Jim Metzler – Tex

#### Objev roku – herečka
- Sandahl Bergman – Barbar Conan
- Lisa Blount – Důstojník a džentlmen
- Katherine Healy – Šest týdnů
- Amy Madigan – Love Child
- Aileen Quinn – Annie
- Molly Ringwald – Bouře

#### Objev roku – herec
- Ben Kinglsey – Gándhí
- David Keith – Důstojník a džentlmen
- Kevin Kline – Sophiina volba
- Eddie Murphy – 48 hodin
- Henry Thomas – E.T. – Mimozemšťan

#### Nejlepší scénář
- John Briley – Gándhí
- Melissa Mathison – E.T. – Mimozemšťan
- Costa-Gavras, Donald L. Stewart – Nezvěstný
- Larry Gelbart, Murray Schisgal – Tootsie
- David Mamet – Rozsudek

#### Nejlepší hudba
- John Williams – E.T. – Mimozemšťan
- Vangelis – Blade Runner
- Giorgio Moroder – Kočičí lidé
- Dudley Moore – Šest týdnů
- Henry Mancini – Viktor, Viktorie

#### Nejlepší filmová píseň
- „Up Where We Belong“ – Důstojník a džentlmen, hudba Jack Nitzsche, Buffy Sainte-Marie, text Wilbur Jennings
- „Eye Of the Tiger“ – Rocky III, hudba a text Jim Peterik, Frankie Sullivan III
- „If We Were In Love“ – Ano, Giorgio, hudba John Williams, text Alan Bergman, Marilyn Bergman
- „Making Love“ – Making Love, hudba a text Burt Bacharach, Carole Bayer Sager
- „Theme From Cat People“ – Kočičí lidé, hudba a text David Bowie, Giorgio Moroder

#### Nejlepší zahraniční film
- Gándhí – režie Richard Attenborough, Velká Británie / Indie
- Fitzcarraldo – režie Werner Herzog, Západní Německo
- Muž od Sněžné řeky – režie George Miller, Austrálie
- Boj o oheň – režie Jean-Jacques Annaud, Kanada / Francie
- La Traviata – režie Franco Zeffirelli, Itálie
- Cesta – režie Şerif Gören, Yılmaz Güney, Turecko / Švýcarsko

### Televizní počiny

#### Nejlepší televizní seriál (drama)
- Poldové z Hill Street
- Dallas
- Dynastie
- Hart a Hartová
- Magnum

#### Nejlepší televizní seriál (komedie / muzikál)
- Fame
- Na zdraví
- Love, Sidney
- M*A*S*H
- Taxi

#### Nejlepší minisérie nebo televizní film
- Návrat na Brideshead
- Eleanor, First Lady Of the World
- Pod dohledem
- Two Of a Kind
- A Woman Called Golda

#### Nejlepší herečka v seriálu (drama)
- Joan Collins – Dynastie
- Linda Evans – Dynastie
- Stefanie Powers – Hart a Hartová
- Victoria Principal – Dallas
- Jane Wyman – Síla rodu

#### Nejlepší herečka v seriálu (komedie / muzikál)
- Debbie Allen – Fame
- Eileen Brennan – Private Benjamin
- Nell Carter – Gimme a Break!
- Bonnie Franklin – One Day At a Time
- Rita Moreno – 9-To-5
- Isabel Sanford – The Jeffersons

#### Nejlepší herečka v minisérii nebo TV filmu
- Ingrid Bergman – A Woman Called Golda
- Carol Burnettová – Life Of the Party: The Story Of Beatrice
- Lucy Gutteridge – Little Gloria… Happy At Last
- Ann Jillian – Mae West
- Lee Remick – The Letter
- Jean Stapleton – Eleanor, First Lady Of the World

#### Nejlepší herec v seriálu (drama)
- John Forsythe – Dynastie
- Larry Hagman – Dallas
- Tom Selleck – Magnum
- Daniel J. Travanti – Poldové z Hill Street
- Robert Wagner – Hart a Hartová

#### Nejlepší herec v seriálu (komedie / muzikál)
- Alan Alda – M*A*S*H
- Robert Guillaume – Benson
- Judd Hirsch – Taxi
- Bob Newhart – Newhart
- Tony Randall – Love, Sidney

#### Nejlepší herec v minisérii nebo TV filmu
- Anthony Andrews – Návrat na Brideshead
- Philip Anglim – The Elephant Man
- Robby Benson – Two Of a Kind
- Jeremy Irons – Návrat na Brideshead
- Sam Waterston – Oppenheimer

#### Nejlepší herečka ve vedlejší roli (seriál, minisérie, TV film)
- Shelley Long – One Day At a Time
- Valerie Bertinelli – One Day At a Time
- Marilu Henner – Taxi
- Beth Howland – Alice
- Carol Kane – Taxi
- Loretta Swit – M*A*S*H

#### Nejlepší herec ve vedlejší roli (seriál, minisérie, TV film)
- Lionel Stander – Hart a Hartová
- Pat Harrington – One Day At a Time
- John Hillerman – Magnum
- Lorenzo Lamas – Síla rodu
- Anson Williams – Happy Days

### Zvláštní ocenění

#### Cena Cecila B. DeMilla
- Laurence Olivier